# Ресурси і запаси свинцю
Ресурси і запаси свинцю (рос. ресурсы и запасы свинца, англ. lead resources and reserves; нім. Ressourcen f pl und Vorräte m pl an Blei).

## Загальна характеристика
Світові ресурси свинцю оцінюються в 1,4-1,5 млрд т. Велика їх частина зосереджена в 15 країнах: США, Австралії, Канаді, Казахстані, Китаї, Росії, Мексиці, Індії, ПАР, Перу, Іспанії, Польщі, Ірані, Таджикистані, Узбекистані.
Загальні запаси свинцю у світі на початок 1998 р. становили бл. 202,3 млн т. Загальні/підтверджені запаси по континентах (млн т): Європа — 26,66 (16,55); Азія — 70,839 (36,292); Африка — 16,673 (9,874); Америка — 54,852 (30,229); Австралія і Океанія — 21,910 (19,510). Велика частина загальних запасів (67 %) припадає на 11 країн, в кожній з яких вони перевищують 5 млн т: це США, Австралія, Казахстан, Росія, Китай, Канада, ПАР, Індія, Північна Корея, Іран і Таджикистан.
Підтверджені запаси свинцю у світі на початок 1998 р. становили 122 млн т; 55 % їх припадає на 8 країн, запаси металу в кожній з яких перевищують 5 млн т: це Австралія, Казахстан, Росія, США, Канада, Китай, Індія і ПАР. Загальні/підтверджені запаси свинцю в країнах світу складають (млн т): Росії — 9,3/9,2 млн т (7,6 % підтверджених світових, дані ЦНИГРИ, ВИЭМС і «Гипроцветмет»), Індії — 9,33/9,2 (4,6 %); Казахстані — 16,617/11,865 (9,8 %); Китаї — 16,88/6,50 (5,3 %); ПАР — 8,14/5,05 (4,1 %); Канаді — 16,31/ 9,22 (7,6 %); США — 25,39/11,39 (9,4 %); Австралії — 21,91/19,51 (16 %). В Україні загальні запаси свинцю становлять 636 тис. т, підтверджені 302 тис. т (0,2 % світових запасів) при вмісті свинцю в руді 1,51 %.
Табл. Коротка характеристика найбільших родовищ свинцю
| Країни     | Родовища       | Розвідані запаси свинцю, тис.т | Середній вміст свинцю в рудах, % |
| Австралія  | Брокен-Гілл    | 16320                          | 8,5                              |
| Австралія  | Маунт-Айза     | 3864                           | 6,9                              |
| Австралія  | Гілтон         | 3580                           | 7,7                              |
| Австралія  | Макартур-Рівер | 8000                           | 4-6                              |
| Австралія  | Сенчері        | 2700                           | 2,3                              |
| Канада     | Салліван       | 2325                           | 4,6                              |
| Канада     | Брансуїк-12    | 3700                           | 3,6                              |
| Канада     | Вібурнум       | 3025                           | 5,1                              |
| США        | Ред-Дог        | 3850                           | 5,0                              |
| ПАР        | Блек-Маунтін   | 2160                           | 2,7                              |
| Росія      | Горевське      | 6000                           | 7,0                              |
| Казахстан  | Жайрем         | 3100                           | 1,8                              |
| Узбекистан | Уч-Кулач       | 2450                           | 1,9                              |

Велика частина світових підтверджених запасів свинцю укладена в 68 родовищах; 37 з них — великі, із запасами понад 1 млн т металу, 31 — середні, із запасами 0,5-1 млн т. Коротка характеристика найбільших родовищ з сумарними запасами свинцю понад 2 млн т наведена в таблиці. Багато з перерахованих родовищ значною мірою вже відпрацьовані (зокрема, австралійські).
У 2001 р., за оцінкою Гірничого бюро США, світові економічно рентабельні запаси свинцю (Reserves) становили 64 млн т, а резервна база (Reserve base) — 130 млн т.
У 2002 р. загальні запаси свинцю у 60 країнах оцінювалися в 201,34 млн т, підтверджені — 115, 4 млн т.
Руди свинцю добуваються переважно з родовищ шести геолого-промислових типів: 1) колчеданно-поліметалічний у вулканогенно-осадових породах («рудноалтайський» тип), 2) колчеданно-поліметалічний в теригенних і карбонатно-теригенних породах («філізчайський»), 3) свинцево-цинковий «стратиформний» у карбонатних породах («міргалімсайський»), 4) залізо-марганець-барит-колчеданно-поліметал у вуглисто-кременисто-карбонатних породах («атасуйський» від Атасуйський залізорудний район), 5) скарново-поліметалічний у карбонатних породах («дальньогорський»), 6) поліметалічний жильний у різних за складом породах («садонський»). На частку родовищ перших чотирьох з перерахованих типів припадає приблизно 90 % розвіданих світових запасів і 80 % видобутку свинцю.
Свинцево-цинкові руди в Україні видобувалися з XVIII ст. на Трускавецькому родовищі (Передкарпатський прогин). У XIX — на початку ХХ ст. розроблялися Нагольницьке і Нагольно-Тарасівське родовища на Донбасі та Рахівське родовище в Карпатах. Нині руди свинцю в Україні не видобуваються.

## В Україні
Державним балансом запасів корисних копалин України враховується 3 комплексних родовища свинцю та цинку: Мужіївське, Берегівське та Біганьське і 1-е комплексне Пержанське. У межах Біганьського родовища (Закарпаття) комплексних алуніт-барит-поліметалічних руд підраховано 381,1 тис. т цинку та 120,2 тис. т свинцю. Встановлено золотоносність поліметалічних руд. У межах Біляївського родовища (Харківщина) виділено рудний блок з неглибоким (до 500 м) заляганням руд для можливої першочергової виробки. В межах цього блоку попередньо розвідані запаси категорії C2, що становлять 618 тис. т цинку та 265 тис. т свинцю.